# Херман Бургос
Херман Адријан Рамон Бургос (Мар дел Плата, 16. април 1969) бивши је аргентински фудбалер који је играо на позицији голмана и тренутни асистент тренера шпанског клуба Атлетико Мадрид.
Tоком петнаестогодишње сениорске каријере играо је за клубове  Феро Карил Оесте, Ривер Плејт, Мајорка и Атлетико Мадрид, од којих су последња два клуба шпанска. Играо је за репрезентацију Аргентине од средњих 1990-их до раних 2000-их година.
Након одласка у пензију, Бургос је радио као асистент тренера у неколико тимова, од којих је најпознатији Атлетико Мадрид, којем се придружио 2011. године.

## Успеси
Ривер Плејт
- Прва лига Аргентине у фудбалу: отварање 1994, 1996, 1997, 1999; затварање 1997.
- Копа либертадорес: 1996.
- Суперкопа либертадорес: 1997.

Атлетико Мадрид
- Друга лига Шпаније у фудбалу: 2001/02